# موسى ألين
موسى ألين (بالإنجليزية: Moses Allen)‏ هو عازف جاز أمريكي، ولد في 1907 في ممفيس في الولايات المتحدة، وتوفي في 2 فبراير 1983.

## وصلات خارجية
- موسى ألين على موقع ميوزك برينز (الإنجليزية)
- موسى ألين على موقع أول ميوزيك (الإنجليزية)
- موسى ألين على موقع ديسكوغز (الإنجليزية)